# 행림서원
행림서원(杏林書院)은 대한민국 충청남도 논산시 가야곡면 육곡리에 있는, 조선시대 만죽헌 서익을 추모하기 위해 세운 서원이다. 1984년 5월 17일 충청남도의 문화재자료 제76호로 지정되었다.

## 개요
만죽헌 서익을 추모하기 위해 세운 서원이다. 서익(1542∼1587)은 선조 2년(1569) 과거에 급제하여 관직이 의주목사까지 올랐으나, 탄핵을 받은 이이와 정철을 변호하여 파직되어 고향으로 돌아왔다.
이 서원은 고종 4년(1867)에 지었는데 서원 앞에 은행나무 두 그루가 있어 ‘행림서원’이라 이름짓고, 산노리 효암서원에서 분향하던 서익 선생을 옮겨 모셨다. 그 뒤 흥선대원군의 서원철폐령으로 폐쇄되었다가 1926년에 다시 짓고, 이소 선생을 추가로 모셨다.
사당은 앞면 3칸·옆면 2칸 규모로, 지붕은 옆면에서 볼 때 사람 인(人)자 모양인 맞배지붕으로 꾸몄다. 경내에는 서익 선생의 묘정비가 있으며, 음력 3월과 9월에 제사를 올리고 있다.

## 참고 문헌
- 행림서원 - 국가유산청 국가유산포털